# Джордж Прайдо Роберт Гарріс

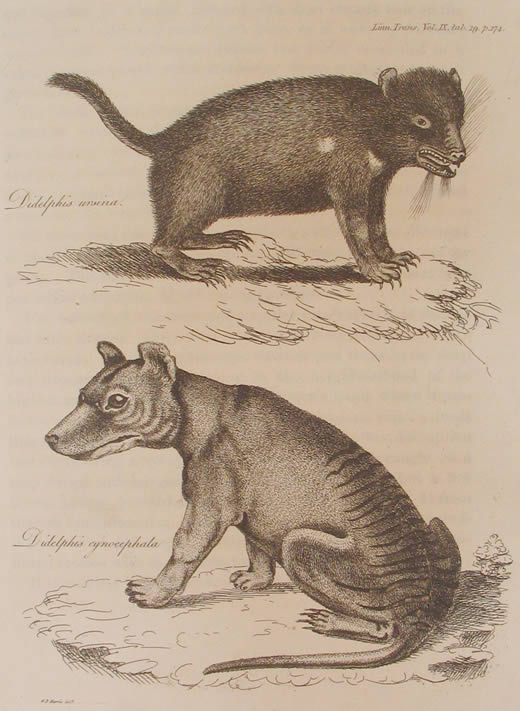
Малюнок тасманійського диявола і тилацина, виконаний Гаррісом

Джордж Прайдо Роберт Гарріс (англ. George Prideaux Robert Harris, 1775—1810) — австралійський дослідник і натураліст, заступник державного інспектора Тасманії з 1803 року. Він описав багато сумчастих тварин острова, включаючи тасманійського диявола і тилацина, так само як і кілька видів рослин.